# Comité d'État pour la famille, la femme et l'enfant de la république d'Azerbaïdjan

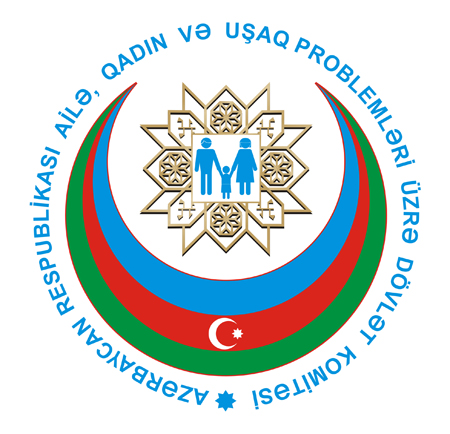
Logo du Comité

Le Comité d’État pour la famille, la femme et l’enfant de la république d’Azerbaïdjan (en azéri: Azərbaycan Respublikasının Ailə, Qadın və Uşaq Problemləri üzrə Dövlət Komitəsi) est une agence gouvernementale du Cabinet azerbaïdjanais chargée de réglementer les activités de protection des droits des femmes et des enfants et de superviser les activités des organisations non gouvernementales impliquées dans la famille en Azerbaïdjan. Président du Comité est Hidjran Husseïnova,. 

## Histoire
Le Comité d’État sur la condition de la femme a été créé par décret présidentiel, le 14 janvier 1998. Le 6 février 2006, le comité a élargi ses attributions en vue de résoudre les problèmes des familles et des enfants. Depuis sa création, les comités ont encouragé l’indépendance des femmes dans la société civile en termes de revenus de vie et de fonctionnement alors que les principaux fournisseurs familiaux sont absents,. 

## Structure
La structure du comité comprend la direction et l'appareil.
Il y a 6 départements:
1. le général
2. problèmes familiaux;
3. problèmes des femmes et questions de genre;
4. problèmes avec les enfants;
5. Relations internationales
6. Financier et économique.

## Droits du Comité
Le comité a les droits suivants pour remplir ses obligations:
- faire des propositions sur les principaux domaines de la politique publique dans le domaine concerné;
- créer un système d’information unifié sous son autorité;
- travail systématique avec les hommes et les femmes pour assurer l'intégration de la dimension de genre;
- participer à l'élaboration des objectifs du Millénaire pour le développement, dans le cadre de ses compétences en matière de mise en œuvre de programmes gouvernementaux de réduction de la pauvreté et de stratégies pour l'emploi;
- s'assurer que les principes d'une mère en bonne santé, d'un enfant en bonne santé, apprennent des connaissances juridiques pour protéger les droits des enfants;
- prendre des mesures pour protéger les droits des femmes travaillant dans la production, de concert avec les autorités compétentes, de soulever la question devant les autorités compétentes en ce qui concerne la prise de mesures appropriées pour les fonctionnaires qui violent leurs droits;
- préparation de projets ou de projets de loi concernant le domaine concerné ou participation à leur préparation;
- prendre l'initiative de soutenir la république d'Azerbaïdjan dans les accords internationaux pertinents;
- demander aux organes de l'Etat et des collectivités locales autonomes, aux individus et aux entités juridiques du ou des domaines concernés et recevoir de telles informations (documents) de leur part;
- Impliquer des experts indépendants et des spécialistes dans leurs activités conformément à la procédure établie par la loi;
- organiser diverses formations, cours, séminaires et autres événements dans le domaine concerné;
- émettre des bulletins spéciaux et autres publications conformément à la loi, créer et utiliser un site Web;
- faire des propositions pour attirer des investissements dans le domaine concerné au sein de leur autorité[3].

## Relations internationales
Un mémorandum de coopération a été signé en marge de la 5e Conférence internationale intitulée «Le rôle des femmes dans le développement des Etats membres de l’Organisation de la coopération islamique» entre le Comité d’État pour la famille, la femme et l’enfant de la république d’Azerbaïdjan et la Commission nationale pour les femmes du royaume hachémite de Jordanie, le 20 octobre 2014 à Bakou.  
Un accord administratif a été signé entre le Comité d’État pour la famille, la femme et l’enfant de l’Azerbaïdjan et le ministre du Travail et de la Sécurité sociale de la France le 30 janvier 2007. 
Un accord de coopération sur les questions relatives aux femmes, aux enfants et à la famille a été signé entre le Comité d’État pour la famille, la femme et l’enfant  d’Azerbaïdjan et les comités des affaires féminines du Koweït le 26 janvier 2010.
Le Comité d’État pour la famille, la femme et l’enfant a signé un accord de coopération mutuelle avec le ministère du Travail et de la Protection sociale du Bélarus le 3 juin 2010.
Le 15 juin 2010, un mémorandum sur la coopération dans le domaine de la famille, du développement des femmes et de la protection des enfants a été signé entre le Comité et le ministère du Développement social, de la famille et de la solidarité du royaume du Maroc.
Le 25 octobre 2011, le gouvernement de la république de Turquie a signé un protocole de coopération dans le domaine de la politique de la famille, de la femme et de l'enfant.
Le 29 août 2012, le Comité d’État pour la famille, la femme et l’enfant a signé un mémorandum d'accord avec le ministère des Affaires sociales de la république de Lettonie.

## Activité du comité
Des centres de soutien aux familles et aux enfants ont été créés à Mingatchevir, Goranboy et Chuvalan avec le soutien financier de l'Agence américaine pour le développement international. Au centre, les jeunes garçons et filles sont sensibilisés à la santé; ils développent des compétences de communication sociale et des compétences de vie. À ce jour, des milliers d’enfants, de jeunes et de parents ont servi dans tous les centres.
Le programme national sur la prestation d’enfants des institutions d’États d’enfants aux enfants (désinstitutionnalisation) et l’État de protection de remplacement en Azerbaïdjan ont été approuvés par le décret présidentiel du 29 mars 2006.
La réforme de la justice pour mineurs est soutenue par le bureau de l’UNICEF à Bakou. L’adaptation des enfants réfugiés à la société et l’amélioration de leur bien-être constituent la troisième priorité dans le domaine de la protection de l’enfance,,,. 

### Événements
Dans le cadre du 15e anniversaire de la création de la Communauté d’États indépendants, un catalogue consacré aux femmes de premier plan en Azerbaïdjan a été publié.
Le premier festival international « Le monde des femmes : beauté et santé » a été organisé par le Comité d’État pour la famille, la femme et l’enfant, le ministère de la Jeunesse et des Sports et le ministère de la Santé les 6 et 7 octobre au Palais des jeux. 
Le 13 octobre, la salle "Azerbaïdjan" de l'hôtel européen a accueilli la Conférence républicaine "Développement de l'entreprenariat féminin en Azerbaïdjan : stratégie et perspectives".
Les 19 et 20 juin 2006, l’Espagne a accueilli la 3ème Conférence internationale sur le problème de la création d’un environnement favorable aux enfants en Europe et en Asie centrale. Les représentants du comité ont participé à cette conférence.
Comité d’État pour la famille, la femme et l’enfant de la république d’Azerbaïdjan a participé à la 28e session de la Conférence des ministres européens responsables de la famille (Lisbonne, 16-17 mai 2006) et à la 6e Conférence des ministres du Conseil de l'Europe pour l'égalité des femmes et des hommes qui s'est tenue à Stockholm, en Suède, les 8 et 9 juin 2006. La conférence avait pour thème « Droits de l'homme et appels économiques en Europe - égalité des sexes ». 